# 中村光隆
中村 光隆（なかむら みつたか、生没年不詳）は、平安時代の官人。幼名、亀若丸。光孝。藤原光隆。藤原北家魚名流、中村氏。従五位下・大舎人・中村家周の子。官位は従五位下、待賢門院非蔵人。室は源為義の娘。

## 概要
光隆の室は源為義の娘にして源義朝と兄弟関係にあり、光隆の息子朝宗はその由縁にて源頼朝の御家人になったとされる。息子朝宗の｢朝｣の字は朝宗の叔父にあたる源義朝または源頼朝から受けたと謂れ、光隆の孫にあたる伊佐為宗の｢為｣の字も為義に由来するものと考えられている。諸説はあるが何れにせよ光隆の孫にあたる大進局は源頼朝の側室にて貞暁の母として知られており光隆の頃より代々源氏との関りが深くなっていったことを示している。

## 系譜
- 父：中村家周
- 母：不詳
- 室：源為義の娘
- 男子：伊達朝宗 - 中村太郎、伊達朝宗(伊達氏の祖)、中村常陸入道念西[注釈 2]
- 男子：伊達業盛

### 参考史料
- 『尊卑分脈』
- 『寛永諸家系図伝』
- 『寛政重修諸家譜』